# Parque Etxebarria
El parque Etxebarria es un parque municipal ubicado en la villa de Bilbao, en el País Vasco (España).

## Historia
Se encuentra en el distrito de Begoña, en el solar de una antigua fundición de acero. Fruto del plan de reconversión industrial que hubo en la ciudad en los años 80, el lugar dio paso a un gran parque público, que hoy es el más grande de Bilbao. Este se encuentra en un espacio en cuesta sobre una de las laderas que rodean el valle en el que se ubica la ciudad. Cuenta así con excelentes vistas sobre Abando y el Casco Viejo. 
En el centro se conserva una chimenea original como homenaje a la antigua fundición, la cual se puede observar desde diferentes lugares de Bilbao, como desde el barrio de Uríbarri o el monte Archanda.

## Semana Grande de Bilbao

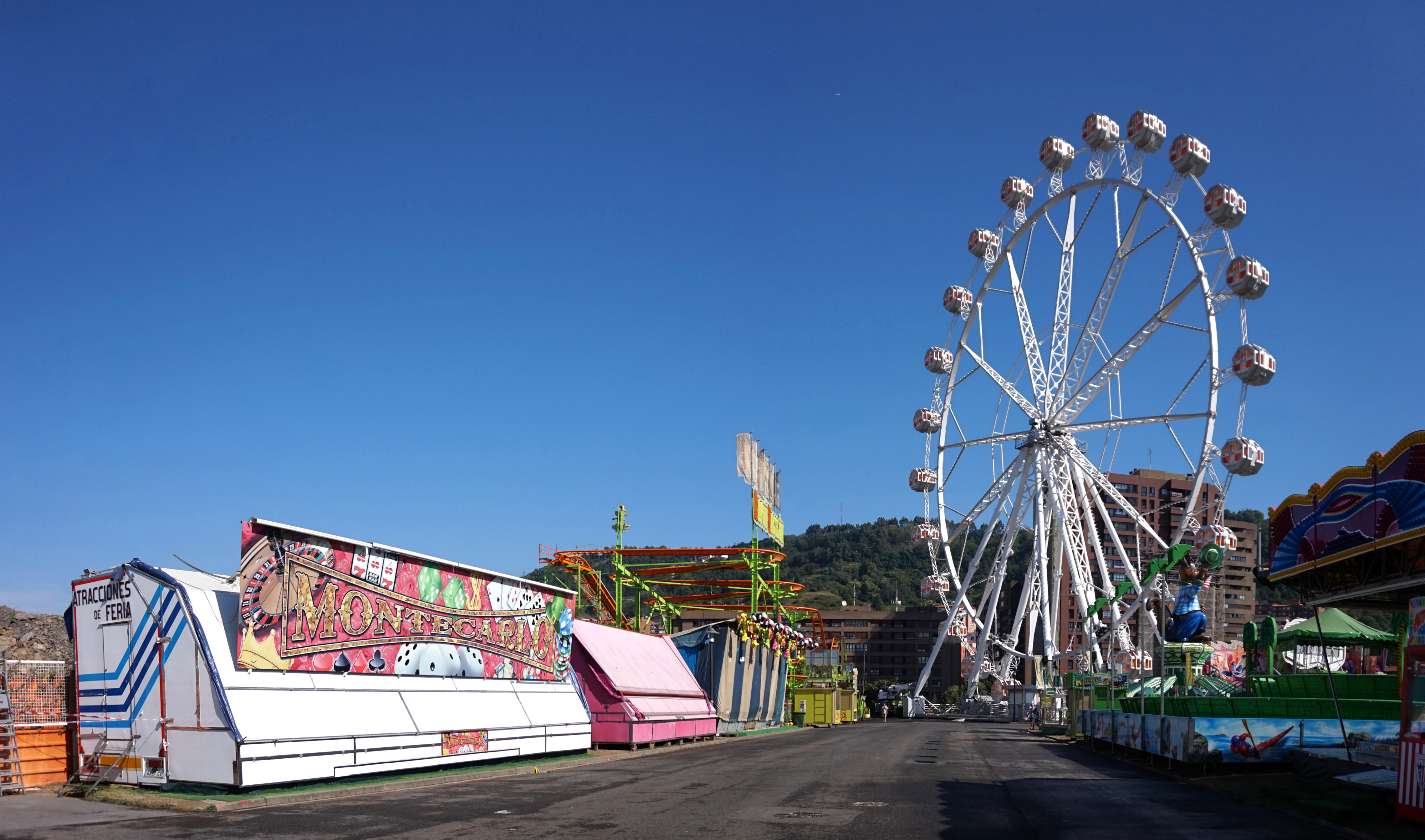
Barracas durante las fiestas de la villa.

Durante el período estival, a finales de agosto, el parque Etxebarria sirve de ubicación a las barracas durante las fiestas de la villa, lugar así mismo de origen de los fuegos artificiales.

## Remodelación
En julio de 2023, finalizaron las obras de remodelación del equipamiento tras siete meses de obras y una inversión de 1,8 millones. El parque Etxebarria de Bilbao estrenó lago, juegos de agua y 130 nuevos árboles.

## Accesos
Desde el Casco Viejo se accede al parque subiendo las escaleras de la Plaza Unamuno, desde el Ascensor de Begoña a través de la salida Begoña de la estación de Zazpikaleak/Casco Viejo del Metro de Bilbao y mediante el servicio de Bilbobus.